# Joe Wright
Joseph Wright, detto Joe (Londra, 25 agosto 1972), è un regista e produttore cinematografico britannico, conosciuto principalmente per i film Orgoglio e pregiudizio, Espiazione e Anna Karenina.

## Biografia
Wright è nato a Londra, dove i suoi genitori hanno fondato la Little Angel Theatre, un teatro di marionette a Islington. Wright ha sempre avuto un interesse per le arti, in particolare per la pittura. Ha iniziato la sua carriera lavorativa presso il teatro dei suoi genitori. Ha anche preso lezioni presso l'Anna Scher Theatre School. Ha trascorso un anno di fondazione d'arte al Camberwell College of Arts, prima di prendere una laurea in belle arti e film al Central Saint Martins. Nel suo ultimo anno di studi ha ricevuto una borsa di studio per fare un cortometraggio per la BBC che in seguito ha vinto alcuni premi.
Durante gli anni novanta ha lavorato presso Oil Factory, con sede a Caledonian Road, King's Cross. Ha lavorato su una varietà di produzioni in numerosi ruoli, tra cui direttore del casting. Qui è stato in grado di ottenere la possibilità di dirigere alcuni video musicali. Nel 2003 dirige la sua produzione televisiva più famosa Carlo II - Il potere e la passione, una miniserie sulla vita di Carlo II d'Inghilterra, con protagonista Rufus Sewell, prodotta dalla BBC in associazione con la A&E Network.
Nel 2005 è passato ai lungometraggi dirigendo il film Orgoglio e Pregiudizio, con Keira Knightley e Matthew Macfadyen. Il film ha ricevuto numerosi riconoscimenti, tra i quali 4 candidature agli Oscar (tra cui miglior attrice per Keira Knightley), 6 candidature ai BAFTA (Wright ha vinto il BAFTA per la maggior parte promettente esordiente).
Il successivo lungometraggio di Wright, Espiazione, è un adattamento dell'omonimo libro di Ian McEwan (candidato al Booker Prize nel 2002), con Keira Knightley e interpretato anche da James McAvoy. Il 13 dicembre 2007, il film è stato candidato a sette Golden Globe, più di qualsiasi altra pellicola dello stesso anno. Il film ha ottenuto anche sei candidature all'Oscar, vincendo solo per la migliore colonna sonora. Al BAFTA ha ricevuto 14 candidature e ha vinto due premi, per la migliore scenografia e per il miglior film.
Il film successivo è stato Il solista, dove hanno recitato Jamie Foxx e Robert Downey Jr.. Il film è uscito il 24 aprile 2009. Nel 2011 Wright ha diretto il film thriller d'azione Hanna, che vede protagonista Saoirse Ronan, la quale aveva già lavorato con il regista in Espiazione. Nel settembre 2011 Joe Wright inizia a dirigere l'adattamento del libro Anna Karenina di Lev Tolstoj, con Keira Knightley, Jude Law, Aaron Taylor-Johnson e Domhnall Gleeson. I luoghi scelti per le riprese sono l'Inghilterra e la Russia; la prima del film è stata in Inghilterra il 7 settembre 2012.
È del 2015 una nuova rivisitazione del classico Peter Pan di J. M. Barrie con il titolo di Pan - Viaggio sull'isola che non c'è, e vede in veste di protagonisti Levi Miller, Hugh Jackman, Garrett Hedlund e Rooney Mara. Nel 2017 esce L'ora più buia, film incentrato sulla figura di Winston Churchill durante la seconda guerra mondiale. Candidato a sei premi Oscar, il film se ne aggiudica due, ossia quello al miglior attore a Gary Oldman e quello al miglior trucco.
Torna dietro la macchina da presa con il musical Cyrano (2021), girato per lo più in Sicilia. Sempre in Italia dirige, dal novembre 2022 al maggio 2023, M - Il figlio del secolo, trasposizione televisiva dell'omonimo romanzo di Antonio Scurati, la cui anteprima mondiale è avvenuta il 5 settembre 2024 all'81ª Mostra internazionale d'arte cinematografica di Venezia.

## Carriera e stile
Dopo soli tre lungometraggi, Wright si è distinto vincendo un BAFTA come miglior esordiente per Orgoglio e Pregiudizio e diventando il più giovane regista ad avere aperto con un suo film (Espiazione) alla Mostra internazionale d'arte cinematografica di Venezia. Secondo il commento dello stesso regista in Orgoglio e pregiudizio, Wright è influenzato dal lavoro del regista David Lean, e inoltre, possedendo una certa conoscenza della storia dell'arte, a volte si ispira ai dipinti classici per le sue inquadrature. In Hanna, a trasparire sono invece il suo amore per le narrazioni fiabesche e l'influenza del cinema di David Lynch.
Carlo II - Il potere e la passione, Orgoglio e pregiudizio, Espiazione e Hanna contengono tutti una carrellata. In Espiazione, c'è una sequenza di cinque minuti e cinque secondi nella scena dell'evacuazione di Dunkerque. «Fondamentalmente, mi piace solo mettermi in mostra», Wright ha detto al pubblico durante l'Hay Festival.
Nella miniserie M - Il figlio del secolo è spesso presente l'angolo olandese, tecnica di matrice espressionista che si utilizza per creare un senso di instabilità e straniamento nello spettatore.

## Vita privata
Wright è stato fidanzato per quattro anni con l'attrice Rosamund Pike; la loro relazione è terminata nel 2009. Si è poi sposato con Anoushka Shankar, figlia di "Pandit" Ravi Shankar, dalla quale ha avuto due figli, Zubin e Mohan. La coppia, separatasi nel 2017, ha ufficializzato il divorzio nel 2019. Nel dicembre 2018 Joe Wright aveva intanto avuto una terza figlia, Virginia Willow, dalla sua attuale compagna, l'attrice Haley Bennett.

## Filmografia

### Regista

#### Cinema
- Orgoglio e pregiudizio (Pride & Prejudice) (2005)
- Espiazione (Atonement) (2007)
- Il solista (The Soloist) (2009)
- Hanna (2011)
- Anna Karenina (2012)
- Pan - Viaggio sull'isola che non c'è (Pan) (2015)
- L'ora più buia (Darkest Hour) (2017)
- La donna alla finestra (The Woman in the Window) (2021)
- Cyrano (2021)

#### Cortometraggi
- Crocodile Snap (1997)
- The End (1998)
- Coco Mademoiselle (2011)
- Coco Mademoiselle: Chanel (2014)
- Princess & Peppernose (2021)

#### Televisione
- Nature Boy – miniserie TV, 4 puntate (2000)
- Bob & Rose – serie TV, 4 episodi (2001)
- Danni fisici (Bodily Harm) – miniserie TV, 2 puntate (2002)
- Carlo II - Il potere e la passione (Charles II: The Power & the Passion) – miniserie TV, 4 puntate (2003)
- Black Mirror – serie TV, episodio 3x01 (2016)
- The Agency – serie TV, episodi 1x01-1x02 (2024)
- M - Il figlio del secolo – miniserie TV, 8 puntate (2025)

### Produttore
- Redemption - Identità nascoste (Hummingbird), regia di Steven Knight (2013)
- Locke, regia di Steven Knight (2013)
- Swallow, regia di Mirabella-Davis (2019)
- Radioactive, regia di Marjane Satrapi (2019)
- Madame Clicquot (Widow Clicquot), regia di Thomas Napper (2023)
- The Agency – serie TV (2024)

## Riconoscimenti
- Golden Globe
  - 2008 – Candidatura al miglior regista per Espiazione
- Premio BAFTA
  - 1998 – Candidatura al miglior cortometraggio per Crocodile Snap
  - 2001 – Candidatura alla miglior serie drammatica per Nature Boy
  - 2004 – Miglior serie drammatica per Carlo II - Il potere e la passione
  - 2006 – Candidatura al miglior film britannico per Orgoglio e pregiudizio
  - 2006 – Miglior esordio britannico da regista, sceneggiatore o produttore per Orgoglio e pregiudizio
  - 2008 – Candidatura al miglior regista per Espiazione
  - 2008 – Candidatura al miglior film britannico per Espiazione
  - 2008 – Miglior film per Espiazione
  - 2013 – Candidatura al miglior film britannico per Anna Karenina
  - 2018 – Candidatura al miglior film per L'ora più buia
  - 2018 – Candidatura al miglior regista per L'ora più buia
  - 2022 – Candidatura al miglior film britannico per Cyrano
- Empire Awards
  - 2006 – Candidatura al miglior regista per Orgoglio e pregiudizio
  - 2008 – Candidatura al miglior regista per Espiazione
- David di Donatello
  - 2013 – Candidatura al miglior film dell'Unione europea per Anna Karenina
- Festival di Venezia
  - 2007 – Candidatura al Leone d'oro al miglior film per Espiazione